# Zgornja Jevnica
Zgornja Jevnica – wieś w Słowenii, w gminie Litija. W 2018 roku liczyła 57 mieszkańców.